# ポーツマスの旗
『ポーツマスの旗』（ポーツマスのはた）は、吉村昭の歴史小説。副題に『外相・小村寿太郎』とあるように、アメリカ北東部ポーツマスでの日露戦争講和に向かった小村寿太郎全権団によるポーツマス条約の締結交渉を描く。
1979年12月に新潮社・書き下ろし単行本で刊行された。終章で小村の没時までを描いている。
1981年にNHKでテレビドラマ化された。

## 書誌情報
- ポーツマスの旗 （新潮社、1979年12月）
- ポーツマスの旗 （新潮文庫、1983年5月、改版2013年2月） ISBN 978-4101117140
- 日本歴史文学館 33 海の史劇・ポーツマスの旗 （講談社、1987年7月） ISBN 978-4061930339
- 吉村昭自選作品集 第七巻 ポーツマスの旗・破船 （新潮社、1991年4月） ISBN 978-4106450075
- 吉村昭歴史小説集成 八 ニコライ遭難・ポーツマスの旗・白い航跡 （岩波書店、2009年11月） ISBN 978-4000283182

## テレビドラマ
『ポーツマスの旗』は、1981年12月5日と12月12日にNHK総合で放送された。
日露講和会議に焦点を置いた人間ドラマで、日本全権の小村寿太郎の目を通じて外交の意義、情報の重要さ、個人と国家の関係などをテーマとしてとらえ、近代日本史を描いた作品である。

### スタッフ
- 原作：吉村昭 『ポーツマスの旗』（新潮社）
- 脚本：大野靖子
- 演出：中村克史、布施実
- 音楽：千野秀一
- テーマ作曲：宇崎竜童

### キャスト
- 小村寿太郎：石坂浩二
- 明石元二郎：原田芳雄
- 小村町子：大原麗子
- ナターシャ：秋吉久美子（架空の人物）
- 金子堅太郎：児玉清
- 宮本ゆき：三原順子（架空の人物）
- 富岡慎太郎：佐藤浩市（架空の人物）
- 本多熊太郎：田中健
- 宇野弥太郎：川谷拓三
- 安達峰一郎：長塚京三
- 埴原正直：斎藤洋介
- 陸奥宗光：前田昌明
- 山県有朋：佐竹明夫
- 山本権兵衛：渡辺文雄
- 桂太郎：渥美国泰
- 幣原喜重郎：和田周
- 井上馨：久米明
- 伊藤博文：鈴木瑞穂
- セルゲイ・ウィッテ：オスマン・ユセフ
- セオドア・ルーズベルト：ロナルド・ウィスニスキー
- 中山仁
- 藤原釜足
- 金田賢一
- 岡本信人

### サブタイトル
| 各話   | サブタイトル | 放映年月日     | 放映時間      |
| ------ | ------------ | -------------- | ------------- |
| 第一部 | 戦争と平和   | 1981年12月5日  | 20:00 - 21:30 |
| 第二部 | バラと謀略   | 1981年12月5日  | 21:45 - 23:10 |
| 第三部 | 武器なき戦い | 1981年12月12日 | 20:00 - 21:25 |
| 第四部 | 愛の旅立ち   | 1981年12月12日 | 21:40 - 23:15 |